# Våxtorps kyrka
Våxtorps kyrka är en kyrkobyggnad i Våxtorp i Laholms kommun. Den tillhör sedan 2006 Hasslöv-Våxtorps församling (tidigare Våxtorps församling) i Göteborgs stift.

## Kyrkobyggnad
Kyrkan är den enda i Göteborgs stift som har medeltida trappstegsgavlar med ursprung i den sydskandinaviska byggnadstraditionen. Den är uppförd av vitputsad gråsten och de äldsta delarna, långhuset och koret, är troligen från 1200-talet. Byggnaden består av långhus, kor, sakristia samt torn i långhusets hela bredd, alla med trappstensgavlar. På sydsidan finns ett större vapenhus, kallat Lilla kyrkan, samt ett mindre vapenhus vid tornets västsida. 
På 1870-talet restaurerades kyrkan under ledning av Helgo Zettervall. Då tillkom sakristian och ett mindre vapenhus. I långhuset rev man orgelläktaren och uppförde en spiraltrappa till tornet. Under åren 1543-1884 fanns ett gravkor för närbelägna Vallens Gård på kyrkans norra sida, men det förstördes vid ett åsknedslag 1884. Då smälte de tre kyrkklockorna, men mycket av kyrkans inventarier kunde räddas, bland annat orgeln. Den tidigare höga tornspiran förstördes vid åskelden 1884 och ersattes då med nuvarande trappgavelstorn. Dagen exteriör har välbevarad medeltidskaraktär med tillägg av nygotik.
Interiört har torn, långhus och kor slagna kryssvalv och valvribbor av tegel, ett regionalt särdrag i de medeltida kyrkorna i södra Halland, samt triumfbåge. I långhuset och koret finns spår av medeltida dekorationsmålningar. Dagens interiör präglas till stor del av den restaurering som utfördes under ledning av Hakon Ahlberg 1925-1926. Läktare saknas.
Närbelägna Vallens Gård har ägt större delen av södra Halland och hade genom adelsprivilegierna patronatsrätt över Våxtorps kyrka, 1884 var det kammarjunkaren Theodor Carlheim-Gyllenskjöld som innehade patronatsrätten, vilken dock upphävdes 1922.

## Inventarier
- Altaruppsats med den nedre delen troligen från 1500-talet.
- Altartavla med motivet nattvardens instiftande.
- Predikstol i barockstil utförd 1752 av bildhuggare Johan Joakim Beckman.
- Dopfunt i rokoko från 1760.
- En ljuskrona från 1600-talet.
- Utanför kyrkporten står cuppan till en enkel dopfunt huggen i granit under senare delen av medeltiden. Den enda ornamentiken är ett utsparat band. Den tillhör en nordvästskånsk grupp av funtar. Höjden är 35 cm och den har centralt uttömningshål.[2]

### Orgel
- 1753 byggde Christian Agrelius, Femsjö en orgel med 6 stämmor.
- 1854 byggde Johan Nicolaus Söderling, Göteborg en orgel med 4 stämmor.
- 1927 byggde Åkerman & Lund, Sundbybergs stad en orgel med 10 stämmor.
- Dagens mekaniska orgel är byggd 1976 av Olof Hammarberg.

| Huvudverk I     | Svällverk II      | Pedal      | Koppel |
| Rörflöjt 8´     | Gedakt 8'         | Subbas 16´ | I/P    |
| Principal 4´    | Salicional 8´     | Borduna 8´ | II/P   |
| Traversflöjt 4´ | Koppelflöjt 4´    | Oktava 4´  | II/I   |
| Waldflöjt 2´    | Kvintadena 4'     |            |        |
| Sesquialtera II | Principal 2'      |            |        |
| Mixtur III      | Scharf II         |            |        |
|                 | Crescendosvällare |            |        |